# 럭키맨 (떴다! 럭키맨)
《럭키맨》(ラッキーマン)은 떴다! 럭키맨의 등장인물이다.

## 소개
우주 제일 행운이 가득한 히어로. 불운이 늘 따르던 요이치(왕재수)가 락교, 마늘을 먹으면 럭키맨으로 변신한다.
우주에서 워낙 행운이 가득해서 어떤 짓이나 실수로 해도 무조건 이긴다.
이마에는 젓가락이 들어 있는 찻잔이 붙어 있고 얼굴은 늘 웃는 표정이다.(평상시)
어떤 기분일때나 모습이 다를 때도 있다.
기분대로 모습이 다를 때도 있다. 기분이 좋을때는 금으로 변하고 나쁠때는 어두운 색깔이 역력하다.
그리고 천재맨 때도 어항속에 갇혀져 있을 때 죽기 직전 순간때도
언제 죽을지 알려줄 데로 옷에 써져 있었다.
럭키맨 역시 가을(일본명 키레이다 미요)를 좋아한다.